# Споднє Водале
Споднє Водале (словен. Spodnje Vodale) — поселення в общині Севниця, Споднєпосавський регіон, Словенія. Висота над рівнем моря: 292,7 м.